# Fivio Foreign
Maxie Lee Ryles III (ur. 29 marca 1990 w Nowym Jorku), znany szerzej pod pseudonimem Fivio Foreign – amerykański raper i autor tekstów. W czerwcu 2019 roku zyskał sławę dzięki swojemu singlowi „Big Drip”, który doczekał się remiksu z amerykańskimi raperami Lil Baby i Quavo. Jest członkiem wytwórni RichFish Records i Columbia Records.
W maju 2020 roku Ryles pojawił się w piosence Drake'a „Demons”, która pojawiła się na 34. miejscu listy Billboard Hot 100. Później w tym samym miesiącu współpracował z Lil Tjayem i Pop Smokem nad piosenką „Zoo York”, która osiągnęła 65 na liście Hot 100.

## Wczesne życie
Ryles zaczął rapować pod nazwą Lite Fivio w 2011 roku. W 2013 roku zmienił pseudonim na Fivio Foreign i wraz z przyjaciółmi założył kolektyw muzyczny pod nazwą 800 Foreign Side.

## Kariera

### 2019–2020: Początki, kontrakt płytowy i 800 BC
Ryles zaczął zyskiwać na popularności po wydaniu swojego singla „Big Drip”. Piosenka znalazła się na jego EPkach Pain and Love z 2019 roku i 800 BC. W listopadzie podpisał kontrakt na milion dolarów z Columbia Records.
W maju 2020 Ryles założył organizację non-profit Foreignside Foundation, „nastawioną na dostarczanie korzystnych zasobów i pomocy dla ubogiej młodzieży, bezdomnych, byłych osób związanych z gangami i więźniom”.
W dniu 11 sierpnia 2020 r. został wybrany do XXL Fresham Class 2020. Przez resztę 2020 roku Fivio pojawiał się w wielu piosenkach innych artystów, w tym w „Spicy” od Nasa, „K Lo K” od Tory'ego Laneza, „That's a Fact (Remix) od French Montany i „I Am What I Am” od King Vona. W listopadzie 2020 roku wydał singiel „Trust” ze swojego nadchodzącego projektu B.I.B.L.E. Wydał świąteczną piosenkę „Baddie on My Wish List” 3 grudnia, jako część świątecznego projektu serwisu Apple Music o nazwie Carols Covered.

## Życie prywatne
W 2018 roku matka Ryles'a zmarła z powodu udaru. Ryles przyjaźnił się także ze zmarłym raperem Pop Smokem. Ryles ma dziecko ze swoją partnerką.

## Dyskografia

### EP
| Tytuł         | Informacje                                                                                        | Pozycje na listach | Pozycje na listach |
| Tytuł         | Informacje                                                                                        | USA                | USAHeat.           |
| ------------- | ------------------------------------------------------------------------------------------------- | ------------------ | ------------------ |
| Pain and Love | - Wydana: 13 listopada 2019 - Wytwórnia: RichFish, Columbia - Format: Digital download, streaming | —                  | 23                 |
| 800 B.C       | - Wydana: 24 kwietnia 2020 - Wytwórnia: RichFish, Columbia - Format: Digital download, streaming  | 159                | 1                  |
| B.I.B.L.E     | - Wydana: zapowiedziane - Wytwórnia: RichFish, Columbia - Format: Digital download, streaming     | Zapowiedziana      | Zapowiedziana      |